# Amphidecta callioma
Amphidecta callioma är en fjärilsart som beskrevs av Felder 1862. Amphidecta callioma ingår i släktet Amphidecta och familjen praktfjärilar. Inga underarter finns listade i Catalogue of Life.